# چناربن (بخش مرکزی نکا)
چناربن، روستایی است از توابع بخش مرکزی شهرستان نکا در استان مازندران ایران.

## جمعیت
این روستا در دهستان مهروان قرار دارد و براساس سرشماری مرکز آمار ایران در سال ۱۳۸۵، جمعیت آن ۶۰۱ نفر (۱۴۴خانوار) بوده‌است.